# Droga krajowa B239 (Niemcy)
Droga krajowa 239 (niem. Bundesstraße 239, B 239) – niemiecka droga krajowa przebiegająca  z północy na południowy wschód od skrzyżowania z drogą B214 w Rehden w Dolnej Saksonii do skrzyżowania z drogą B64 i drogą B83 w Höxter w Nadrenii Północnej-Westfalii.